# 駐蒙軍
駐蒙軍（ちゅうもうぐん）は、大本営直轄の駐蒙兵団として編成され、後に改編、北支那方面軍隷下内蒙古での警備や蒙古聯合自治政府の政務指導に当たった大日本帝国陸軍の軍である。

## 沿革
1938年（昭和13年）1月4日大陸命第42号により駐蒙兵団編組下令、内蒙古、察南及び晋北地方の警備に当たった。同年7月4日、駐蒙兵団は駐蒙軍に改編され北支那方面軍戦闘序列に編入、蒙疆方面での作戦及び占領地域の警備に従事した。1945年（昭和20年）、ポツダム宣言受諾を受けた大本営の方針による、8月20日の支那派遣軍総司令官からの「ソ連軍に対する武装解除と停戦命令による投降せよ」との厳命を現地軍として「現実的でない命令」と判断し、進入するソ連軍を撃退。約4万人の在留邦人の後送が完了する8月21日まで防衛戦闘を行った。その後、警戒しつつ8月27日に北京から50キロメートルの内長城の南口鎮に撤収を完了した。1946年（昭和21年）7月27日に復員。

## 軍概要

### 歴代司令官

#### 駐蒙兵団司令官
- 蓮沼蕃 中将：1937年12月28日-1938年7月4日

#### 駐蒙軍司令官
- 蓮沼蕃 中将：1938年7月4日-
- （兼）杉山元 大将：1939年8月31日-
- 岡部直三郎 中将：1939年9月12日-
- 山脇正隆 中将：1940年9月29日-
- 甘粕重太郎 中将：1941年1月20日-
- 七田一郎 中将：1942年3月2日-
- 上月良夫 中将：1943年5月28日-1944年11月22日
- 根本博 中将：1944年11月23日-
- （兼）根本博 中将：1945年8月19日-

### 歴代参謀長

#### 駐蒙兵団参謀長
- 石本寅三 大佐：1937年12月28日-1938年7月4日

#### 駐蒙軍参謀長
- 石本寅三 少将：1938年7月4日-1939年1月13日
- 田中新一 大佐：1939年2月12日 -
- 高橋茂寿慶 少将：1940年8月1日 -
- 稲村豊二郎 少将：1941年10月21日 -
- 矢野政雄 少将：1942年12月1日 -
- 中川留雄 少将：1944年10月26日 -

### 経理部長
- 吉野繁 主計大佐：1939年8月1日 - 1940年8月1日[1]
- 矢代藤一 主計大佐：1940年8月1日 - 1941年11月6日[2]
- 太田輝 主計大佐：1941年11月6日[3] -

### 最終司令部構成
- 司令官：根本博中将
- 参謀長：中川留雄少将
- 高級参謀：田村清中佐
- 高級副官：乾璋中佐
- 兵器部長：平田静大佐
- 経理部長：浅野忠通主計少将
- 軍医部長：嶋田昇軍医大佐
- 獣医部長：杉山一郎獣医大佐
- 情報部長：鈴木重種大佐

### 所属部隊
| 1939年末 - 第26師団：黒田重徳中将 - 騎兵集団：小島吉蔵中将 - 独立混成第2旅団：人見与一少将 | 太平洋戦争開戦時 - 第26師団：矢野音三郎中将 - 独立混成第2旅団：真野五郎少将 - 騎兵集団：西原一策中将 - 騎兵第1旅団 - 騎兵第4旅団 - 高射砲第21連隊 - 電信第11連隊 - 自動車第23連隊 | 1942-1943年当時 - 第26師団 - 戦車第3師団 - 独立混成第2旅団 - 電信第11連隊 - 自動車第23連隊 | 1944年12月当時 - 第118師団 - 独立混成第2旅団 - 電信第11連隊 - 自動車第23連隊 |

終戦時
| - 独立混成第2旅団：湯野川龍郎少将 - 第4独立警備隊：坂本吉太郎少将 - 自動車第23連隊：福田発己郎中佐 | - 電信第11連隊：長岡護孝中佐 - 独立有線第130中隊 - 独立有線第131中隊 | - 第166兵站病院（張家口） - 第167兵站病院（大同）：松岡長栄軍医中佐 - 第198兵站病院（包頭） - 第199兵站病院（平地泉） |